# トスティ (企業)
トスティ（Tosti）は、イタリア、ピエモンテ州アスティ県に本社を置くワイナリーである。

## 概要
1820年創業。アスティ県の中央に位置するカネッリで、アスティ（DOCG ）を中心に生産している。現在のオーナー、ジョヴァンニ・ポスカは7代目にあたる。アスティが世界中に広がりその需要が高まる中、いち早く大量生産化を推し進められたことでも有名になった。一方で、その土壌が醸し出す、ブドウ本来の香りや個性を損なわぬよう、品質を確立してきた。その努力が現在のトスティ・クオリティを支えている。

## ブドウ畑
アスティ・トスティに使われるぶどうは、ランゲとモンフェッラートの中間にあるカネッリで栽培されている。畑の標高は200～400ｍ。化石の混じる石灰質土壌と、栽培に適した微気候がワインに独特のアロマと甘さを与えている。

## ボトルの形状
トスティ社のボトルは、中央にくぼみがある特徴的な形状をしている。このデザインは、女性のへそをイメージして造られた。体の中心にあり、生命誕生のシンボルであるへそは、つまりトスティ社がアスティ・スプマンテの中心的役割を果たしていることを意味する。見た目も印象的なこのボトルデザインは、トスティ社独自のデザインである。

## ワインリスト
（五十音順）
- アスティ・トスティ（甘口）
- トスティ・ブリュット
- トスティ・プロセッコ
- トスティ・ロゼ（甘口）
- モスカート・ダスティ（甘口）

### 公式
- トスティ公式ウェブサイト（英語・イタリア語）
- トスティ公式Facebook（イタリア語）

### 輸入元
- 日欧商事公式ウェブサイト
- 日欧商事公式レシピサイト